# Maisontiers
Maisontiers is een gemeente in het Franse departement Deux-Sèvres (regio Nouvelle-Aquitaine) en telt 181 inwoners (2004). De plaats maakt deel uit van het arrondissement Parthenay.

## Geografie
De oppervlakte van Maisontiers bedraagt 17,6 km², de bevolkingsdichtheid is 10,3 inwoners per km².
De onderstaande kaart toont de ligging van Maisontiers met de belangrijkste infrastructuur en aangrenzende gemeenten.

## Demografie
Onderstaande figuur toont het verloop van het inwonertal (bron: INSEE-tellingen).